# Kiyomi Katō
Kiyomi Kato, född den 8 mars 1948 i Asahikawa, Japan, är en japansk brottare som tog OS-guld i flugviktsbrottning i fristilsklassen 1972 i München. 